# Sugarmill Woods, Florida
Sugarmill Woods är en ort (CDP) i Citrus County, i delstaten Florida, USA. Enligt United States Census Bureau har orten en folkmängd på 8 287 invånare (2010) och en landarea på 68,8 km².